# Sara Losh

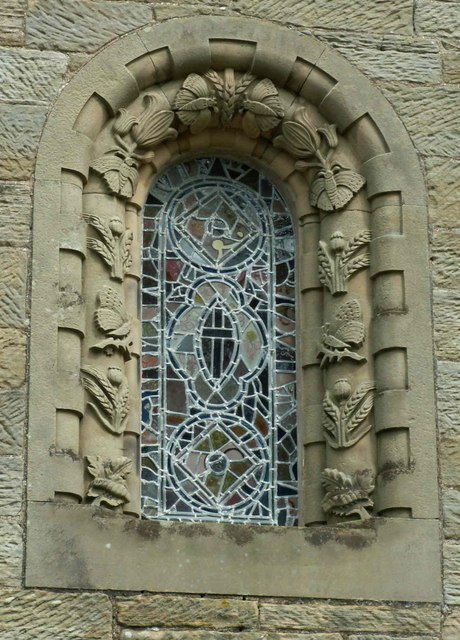

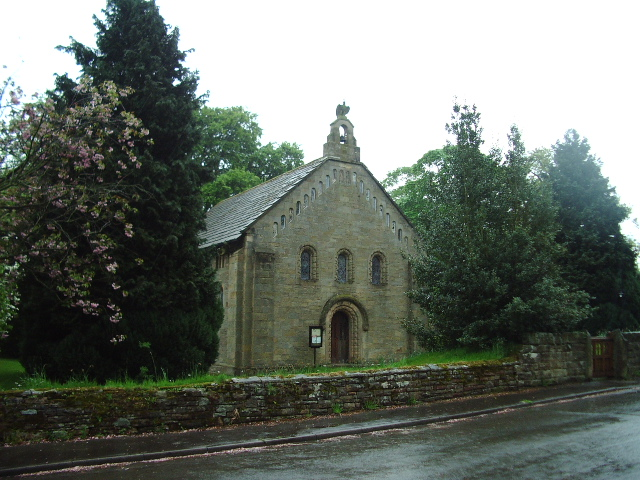

Sara o Sarah Losh (Wreay, 1785–29 de marzo de 1853) fue una arquitecta autodidacta inglesa que construyó la Iglesia de Santa María (Wreay), patrimonio histórico inglés.

## Biografía
Nacida en Wreay, Cumbria, Inglaterra, fue criada en un ambiente familiar radical, intelectual y progresivo, en el que se exhortaba el libre pensamiento. En Wreay, Londres y Bath recibió una educación en humanidades, los clásicos, música y matemáticas. Para la época, este tipo de formación no sólo excedía la obtenida por la gran mayoría de mujeres, sino también la de muchos hombres.
En 1817 emprende un viaje por gran parte de Europa continental y escribe siete volúmenes, a modo de diarios, en los que describe aspectos de las sociedades que encuentra, pintura, paisaje y, por supuesto, arquitectura. Lamentablemente, estas obras se han perdido.
El viaje, sin embargo, va a sentar los cimientos de su formación arquitectónica. Especialmente impresionada por las ruinas de Pompeya, a su regreso a Inglaterra diseña un “patio pompeyano”, como parte de los jardines de la residencia de su familia en Woodside.

## Obras
Diseñó luego, junto con su hermana Katherine, un obelisco en memoria de sus padres. A la muerte de esta, Sara Losh construye un pequeño mausoleo, con fuerte influencia de la arquitectura bizantina. A partir de la década de 1820, diseñará y construirá con su propio dinero una serie de edificios, predominantemente religiosos, en los alrededores de su pueblo natal.
Poco después de su viaje, Losh dona al pueblo de Wreay un terreno que debía ser dedicado a la construcción de un camposanto. Con el tiempo, sin embargo, ella misma diseña y financia la construcción de la parroquia de St. Mary, luego de intentar, en vano, salvar el edificio existente, que se encontraba en muy mal estado. Parte de la nueva iglesia fue construida con esos materiales. El diseño se basa en el de muchas iglesias italianas, como el Duomo di Parma, y será uno de los primeros ejemplos en Inglaterra de edificios de estilo ‘paleocristiano continental’ y es, posiblemente, uno de los primeros ejemplos del estilo que décadas después se relacionaría con el movimiento Arts & Crafts.
La decoración propuesta por la arquitecta, tanto al interior como al exterior, hace referencia a la fertilidad y a la creación de la vida. Tomando como base imágenes del simbolismo pagano, el resultado logra establecer una continuidad de creencias religiosas que demuestra la formación de su autora.
Sara Losh, escribe Dante Gabriel Rosetti en 1869, carecía de estudios sistemáticos como arquitecta, pero sus poderes prácticos e inventivos eran extraordinarios.
Sara Losh muere en Woodside y es enterrada junto a su hermana Katherine en el cementerio de la iglesia de St. Mary.
Las obras de Sara Losh que están catalogadas como patrimonio histórico por el English Heritage son:
- St Mary, Wreay, Cumbria 1840-2 grado II
- St Ninian’s Well, Wreay, Cumbria c.1840 grado II
- Sexton’s Cottage, Wreay, Cumbria c.1835 grado II
- Mortuary Chapel, Wreay, Cumbria c.1835 grado II
- Churchyard memorials, Wreay c.1835 grado II
- Losh Mausoleum, Wreay 1850 grado II
- Pompeian Cottage, Wreay, Cumbria 1830 grado II
- St John the Baptist, Holme E Waver extensions 1844 grado I
- Langarth, Brisco, Cumbria 1830s grado II